# Nupserha gestroi
Nupserha gestroi är en skalbaggsart som beskrevs av Stefan von Breuning 1950. Nupserha gestroi ingår i släktet Nupserha och familjen långhorningar. Inga underarter finns listade i Catalogue of Life.